# Ледниковый цирк

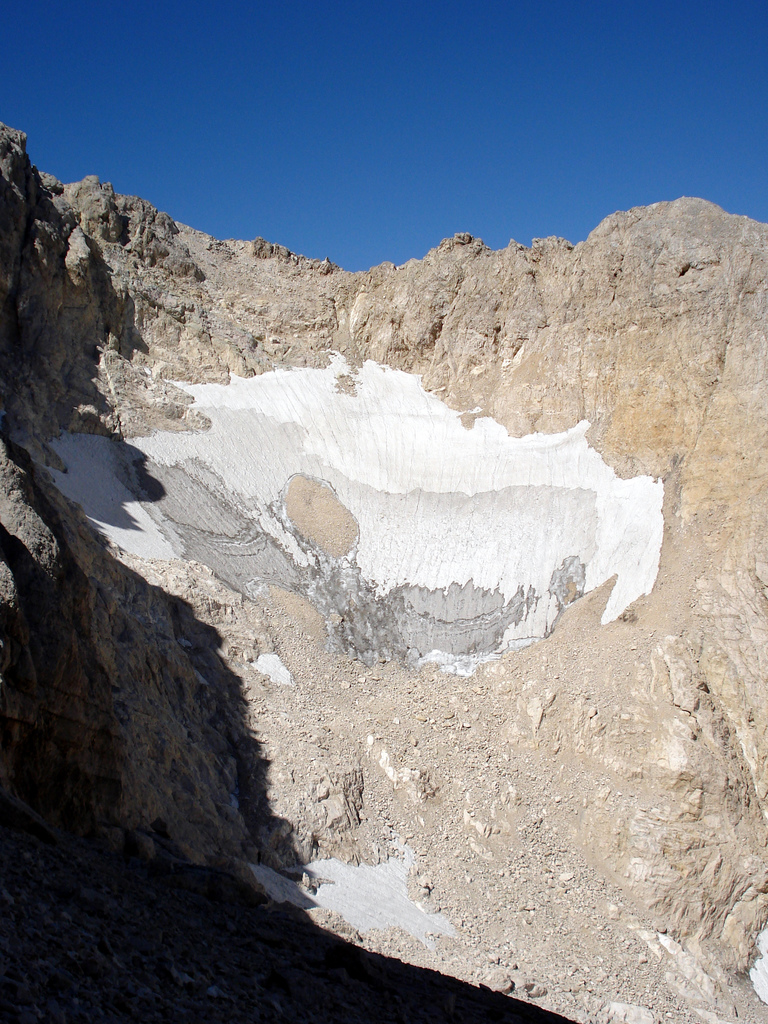
Каровый ледник Кальдероне (Ghiacciaio del Calderone), сейчас — самый южный ледник Европы. Расположен в типичном каре горы Корно-Гранде, высочайшей точки Апеннин, в регионе Абруцци, в массиве Гран-Сассо. Хорошо видны снеговая и фи́рновая линии

Ледниковый цирк — это котловина в горах в виде амфитеатра, замыкающая верхний конец ледниковой долины. Современный цирк может содержать в себе снежно-фирново-ледовую массу, которая обычно питает долинные ледники.

## Термин
Термин «ледниковый цирк (Cirques)» в таком значении широко употребляется также и на западе во многих странах. Так, в известном учебнике «Основы геоморфологии» Р. Дж. Райса, к циркам относятся крутосклонные полузамкнутые бассейны ледниковых высокогорий. Однако, и Дж. Р. Райс, и более поздние авторы отмечают, что во многих странах термин «ледниковый цирк» имеет свои названия, такие как «ко́рри» (corríes) в Шотландии и в некоторых районах Англии, «кар» в Германии и cwms в Уэльсе, и т. д. Другими словами, во многих источниках термины «кар» и «ледниковый цирк» являются полными, с некоторыми оговорками, синонимами. В известном обстоятельном «Гляциологическом словаре» под ред. В. М. Котлякова, в статье М. Г. Гросвальда «Кар», отмечается синонимичность этих двух известных терминов. Не выделяет ледниковых цирков в своём учебнике и Маттиас Кууле (англ. Matthias Kuhle), везде говоря о «карах».
Вместе с тем и Р. Дж. Райс, и Р. Дж. Хаггетт пишут о том, что в современной научной литературе все шире применяется термин «цирк», чем, как пишет Райс, отдаётся должное приоритету основателя леднико́вой теории Шарпантье. Шарпантье (англ. Jean de Charpentier) впервые применил к таким формам термин «цирк» ещё в 1823 г.
В примечании редактора перевода к учебнику Р. Дж. Райса, выдающийся советский геоморфолог, академик И. П. Герасимов, отметил, что в советской научной литературе используются оба термина. Об этом же пишет и Геологический словарь: «кар» (шотл. corrie — кресло) — нишеобразное (креслообразное) углубление, врезанное в верхнюю часть склона.

## Описание
В фундаментальных учебниках по общей геоморфологии И. С. Щукина ледниковый цирк — амфитеатр, включающий несколько каров. Именно таким образом дефиниции «ледниковый цирк» и «кар» часто используются в научном и практическом обиходе в России. Ледник, занимающий кар, называется, соответственно, каровым ледником. Ледники, залегающие в цирке, уже подразделяются на отдельные каровые ледники по границам боковых стенок кара, но, как правило, уже имеют одно общее название.
Предполагается, что такое, в большой степени — традиционное, понимание термина «ледниковый цирк», как совокупность отдельных каров, подтверждено в натуре и удобно для изучения рельефа, ледников, а также их описания.